# آرامگاه گلما - درویش فخرالدین
بقعه گلما - درویش فخرالدین مربوط به سدهٔ ۸ و ۹ ه‍.ق است و در شهرستان ساری، روستای گلما واقع شده و این اثر در تاریخ ۲۵ اسفند ۱۳۵۳ با شمارهٔ ثبت ۱۰۲۷ به‌عنوان یکی از آثار ملی ایران به ثبت رسیده است.